# Orbita di parcheggio
Una orbita di parcheggio è un'orbita temporanea utilizzata durante il lancio di un satellite o di altra sonda spaziale. Un veicolo viene lanciato nell'orbita di parcheggio, dove rimane per un certo tempo, dopodiché riaccende i propulsori per entrare nella traiettoria finale desiderata. L'alternativa a un'orbita di parcheggio è un'orbita ad inserimento diretto, dove i razzi rimangono accesi fino a quando il loro carburante è esaurito, finendo con l'avere il veicolo sulla traiettoria finale.

Orbita di parcheggio per una delle prime missioni Ranger sulla luna. Notare che l'angolo di lancio varia in base al momento del lancio all'interno della finestra di lancio.

## Motivazioni per le orbite di parcheggio
Ci sono diversi motivi per cui un'orbita di parcheggio può essere utilizzata:
- Si può aumentare la finestra di lancio. Per le missioni di fuga dalla terra, queste sono spesso piuttosto brevi (secondi o minuti) se non viene utilizzata un'orbita di parcheggio. Con un'orbita di parcheggio, queste possono essere aumentati fino a diverse ore.[1][2]
- Per le missioni non LEO, la posizione desiderata per l'accensione finale può non essere in una posizione conveniente. In particolare, per le missioni di fuga dalla terra che vogliono una buona copertura settentrionale della traiettoria, il luogo corretto per l'accensione finale è spesso nell'emisfero meridionale.
- Per le missioni in orbita geostazionaria, il luogo corretto per l'accensione finale (o vicino a quella finale) è normalmente sull'equatore. In tal caso, il razzo viene lanciato, staziona in un'orbita di parcheggio finché non è sull'equatore, quindi passa in un'orbita di trasferimento geostazionaria.[3]
- Per le missioni lunari con equipaggio, un'orbita di parcheggio consente qualche verifica mentre si è ancora vicini a casa, prima di iniziare il viaggio lunare.[2]
- È necessario se l'orbita desiderata ha un perigeo elevato. In questo caso il propulsore lancia in un'orbita di parcheggio ellittica, poi staziona fino ad un punto più alto in orbita, quindi viene riacceso per alzare il perigeo. Vedere trasferimento alla Hohmann. In questo caso l'uso di un'orbita di parcheggio può anche ridurre il consumo di carburante per un cambiamento di inclinazione, dal momento che questi necessitano di un delta-V inferiore a quote elevate.

La figura mostra i primi due motivi. Per questa missione lunare, la posizione desiderata per l'accensione finale è inizialmente sopra l'Africa meridionale. Nel corso della giornata, questo punto rimane sostanzialmente fisso mentre la Terra si muove al di sotto, e questo è compensato cambiando l'angolo di lancio.

## Svantaggi delle orbite di parcheggio
Lo svantaggio più evidente è che un razzo necessita di stazionare per un po', quindi riaccendersi in condizioni di zero g. Inoltre, la lunghezza delle due accensioni (l'accensione di inserimento iniziale, e l'accensione finale) tipicamente dipendono da dove nella finestra di lancio avviene il lancio stesso. Per fare questo senza sprecare carburante, è necessario che uno stadio del razzo possa accendersi, poi spegnersi, quindi riaccendersi di nuovo. Questo implica un motore a combustibile liquido dal momento che i razzi a combustibile solido non possono essere fermati o riavviati - una volta accesi bruciano ad esaurimento. Ma anche in un motore a propellente liquido, questa possibilità di riavvio multipla non è banale per una serie di motivi:
- Durante lo stazionamento, i propellenti si allontanano dal fondo del serbatoio e dalle pompe di alimentazione. Questo deve essere affrontato in qualche modo.[4] I metodi più comuni sono vasche con diaframmi, o razzi ullage per spostare il propellente di nuovo in fondo al serbatoio.
- Sono necessari più batterie più durevoli ed altri materiali di consumo.
- Alcuni motori utilizzano prodotti chimici speciali per l'accensione; set multipli sono necessari per riavvi multipli
- È necessario un migliore isolamento, in particolare sui serbatoi criogenici, per evitare troppa evaporazione del propellente durante lo stazionamento.
- È necessario un migliore sistema di navigazione inerziale, per tenere traccia dello stato durante lo stazionamento.
- È necessario un Reaction control system, per orientare correttamente lo stadio per l'accensione finale, e tra l'altro per stabilire un orientamento termico adeguato durante lo stazionamento.

Gli stadi superiori delle famiglie Centaur e Agena sono stati progettati per tali riavvii e sono stati spesso utilizzati in questo modo. L'ultima Agena ha volato nel 1987, ma La Centaur è ancora in produzione. Lo stadio Briz-M spesso ha lo stesso ruolo per i razzi russi.

## Esempi
- Il programma Apollo usava orbite di parcheggio, per i vari motivi sopra citati ad eccezione di quelle riguardanti le orbite geostazionarie.[5][6]

Le missioni dello Space Shuttle verso la Stazione spaziale internazionale non usavano le orbite di parcheggio, per diversi motivi. La stazione è in un'orbita terrestre bassa ad alta un'inclinazione, dove le orbite di parcheggio non sono molto d'aiuto; lo shuttle non aveva possibilità di riavvio multipla; le brevi finestre di lancio non erano un problema critico (un'altra si sarebbe verificata il giorno dopo, a causa della geometria orbitale).
- D'altra parte, quando lo shuttle lanciò sonde interplanetarie come la Galileo, ha usato un'orbita di parcheggio per posizionare la sonda al punto d'inserzione desiderato.
- L'Ariane 5 non usa orbite di parcheggio. Questo semplifica il lanciatore dal momento che i riavvii multipli non sono necessari, e lo svantaggio è piccolo per la loro missione tipica GTO, dal momento che il loro sito di lancio è vicino all'equatore. Un aggiornamento al secondo stadio (ESC-B) avrà la possibilità di riavvii multipli, quindi le future missioni potranno utilizzare le orbite di parcheggio.
- In un esempio letterale di un'orbita di parcheggio, l'Automated Transfer Vehicle (ATV) può parcheggiare per diversi mesi in orbita in attesa del rendezvous con la Stazione Spaziale Internazionale. Per motivi di sicurezza, l'ATV non può avvicinarsi alla stazione mentre uno Space Shuttle è ancorato o quando un Sojuz o Progress stanno manovrando per attraccare o partire.[7]